# Пробстцелла
Пробстцелла (нім. Probstzella) — громада в Німеччині, розташована в землі Тюрингія. Входить до складу району Заальфельд-Рудольштадт. Адміністративний центр об'єднання громад Шифергебірге.
Площа — 74,26 км2. Населення становить 2721 ос. (станом на 31 грудня 2021).

## Галерея

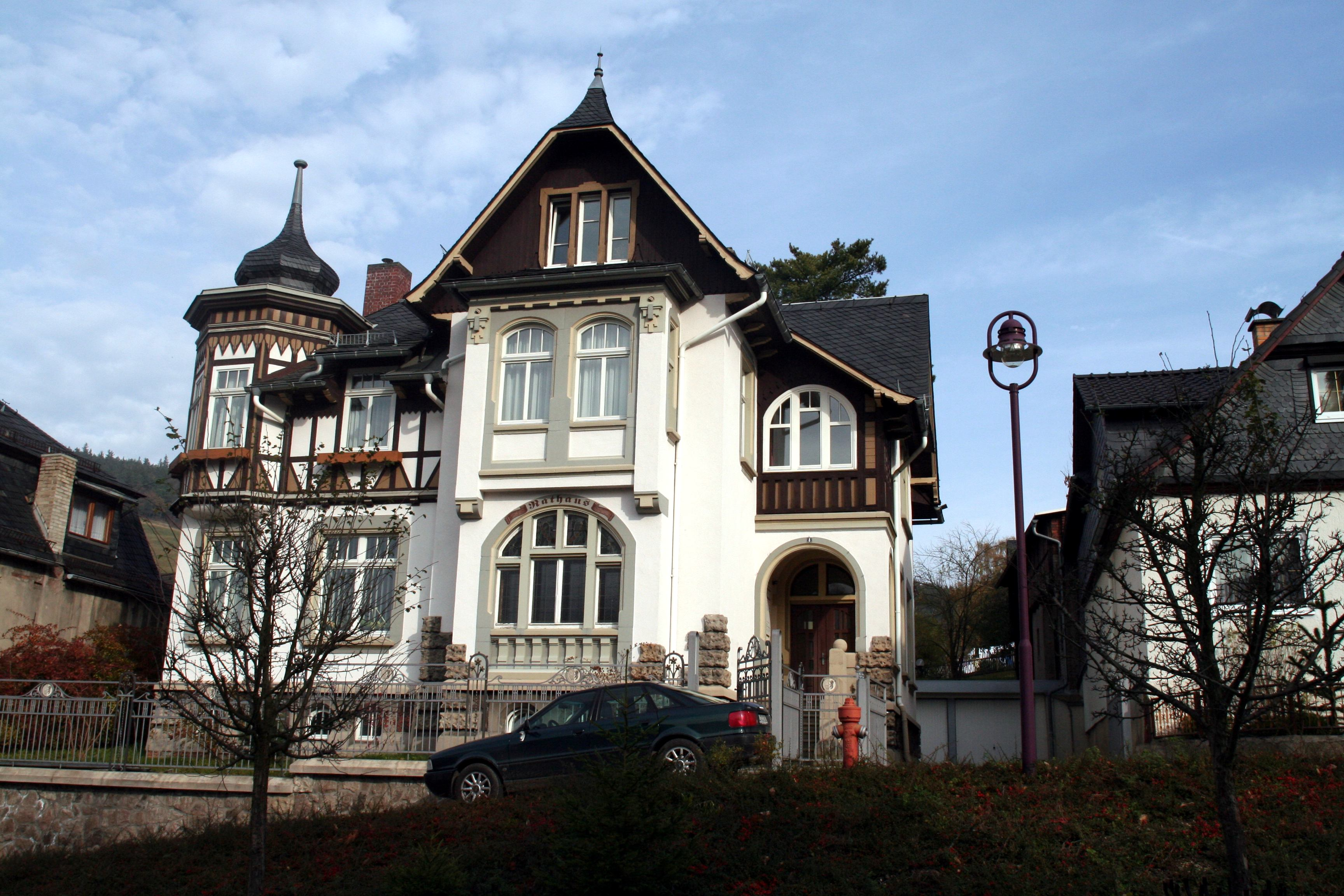
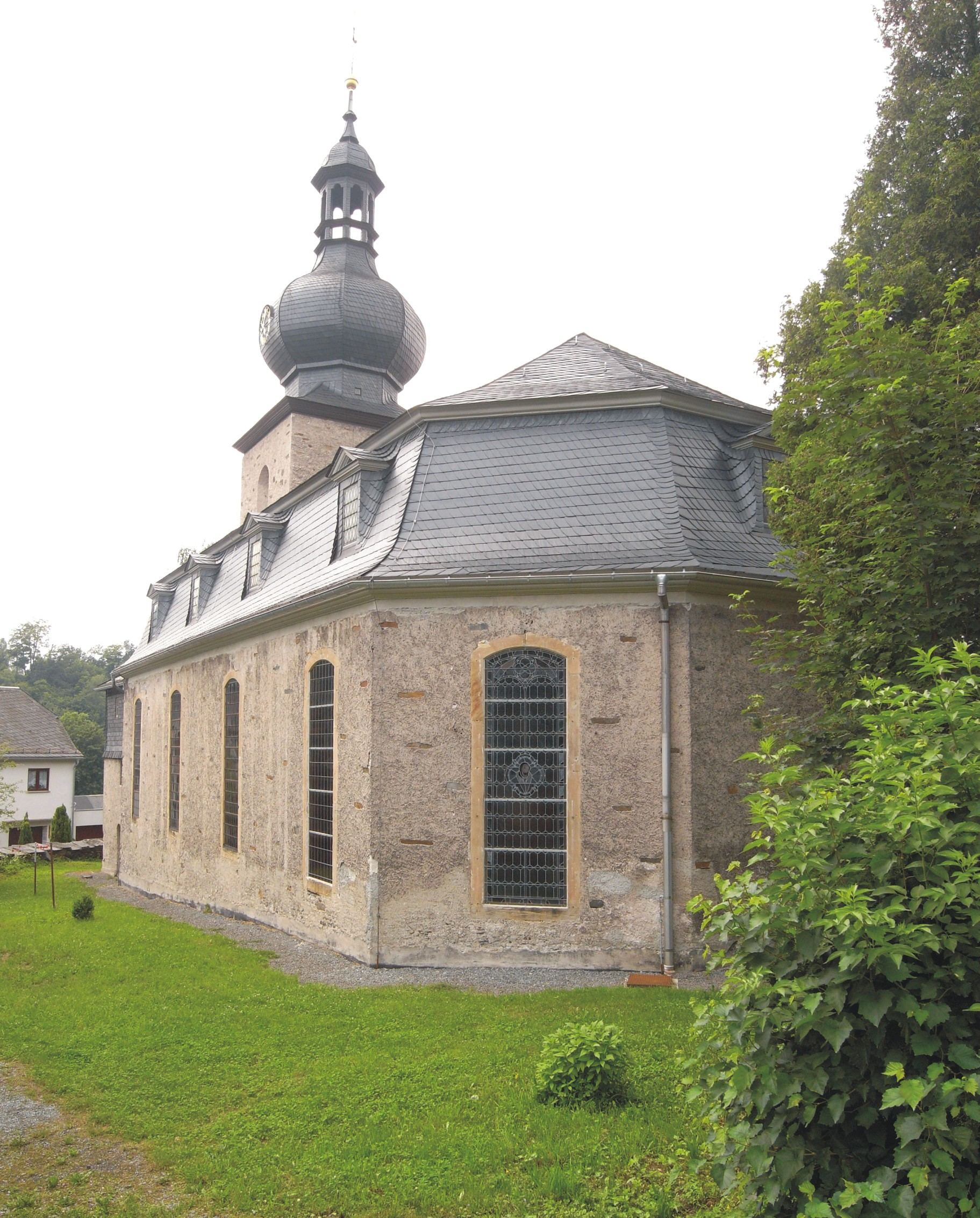
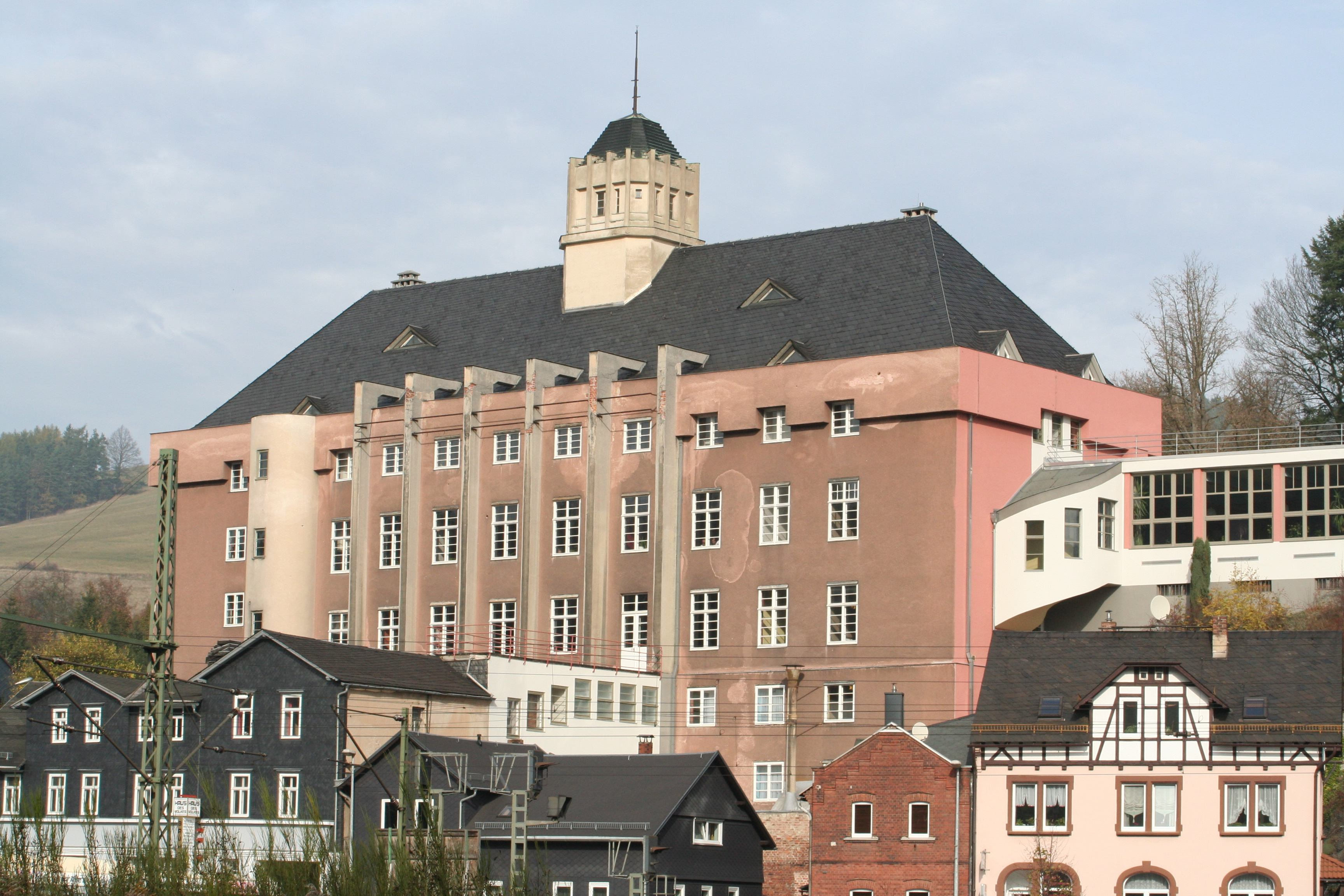
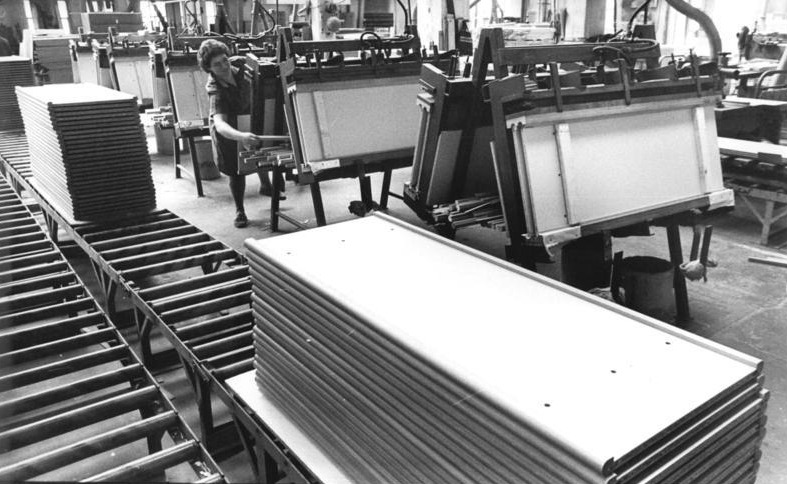
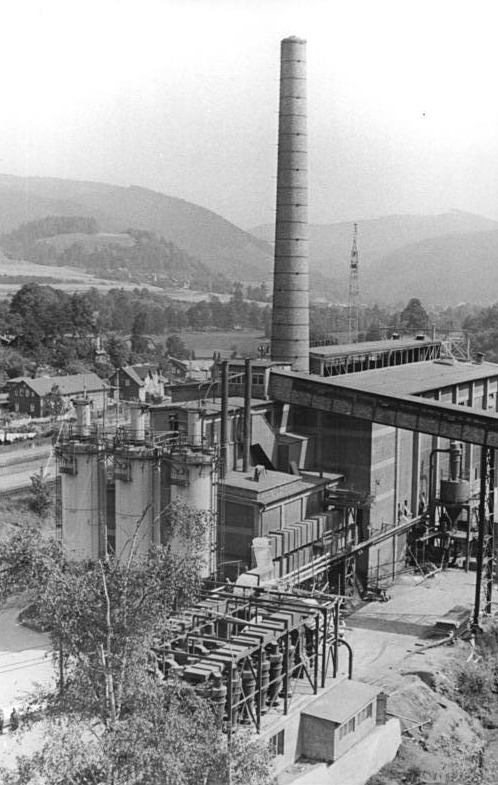
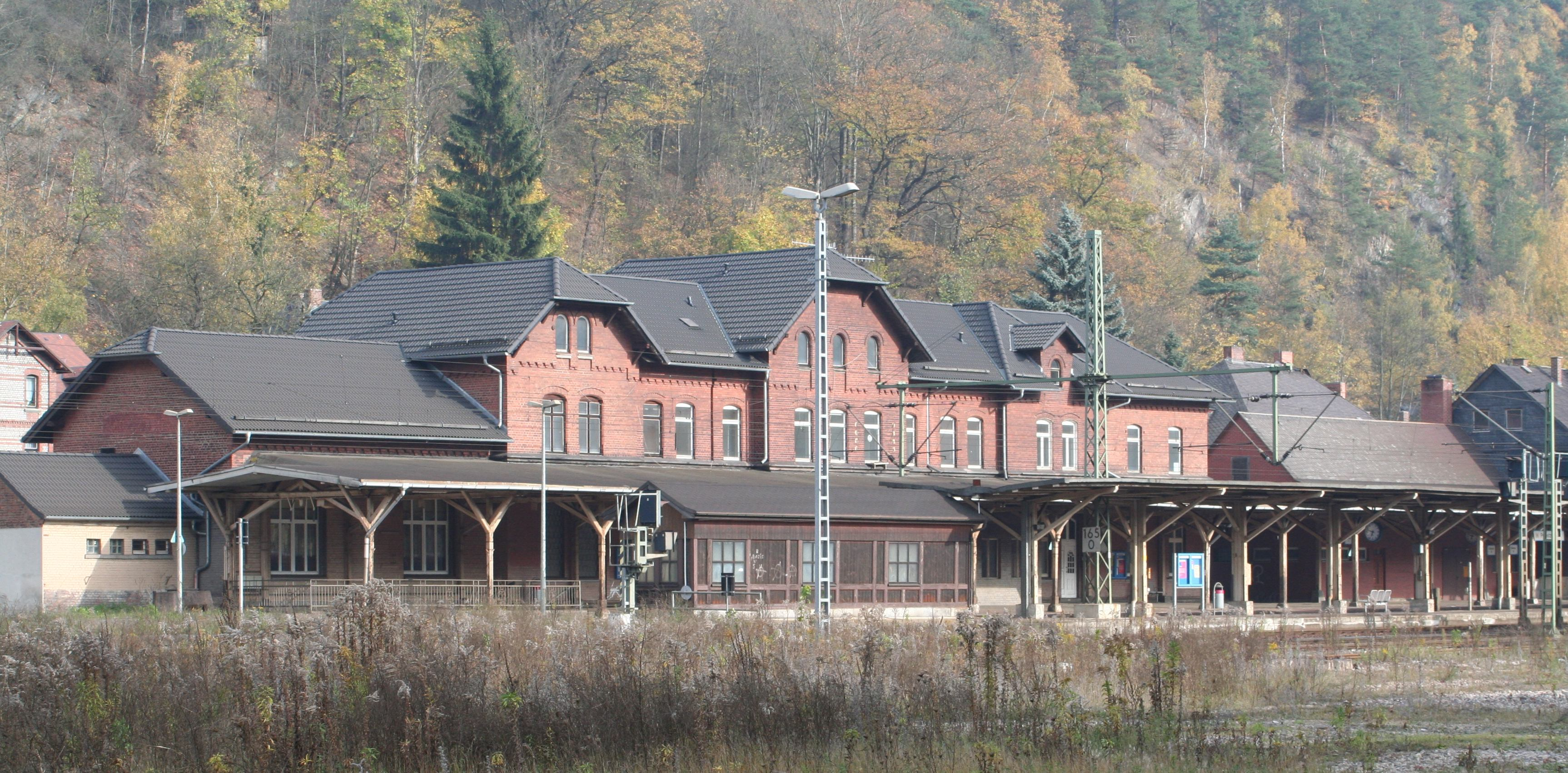